# Lemniscomys bellieri
Il topo dei prati striato di Bellier (Lemniscomys bellieri  Van der Straeten, 1975) è un roditore della famiglia dei Muridi diffuso nell'Africa occidentale.

## Descrizione
Roditore di piccole dimensioni, con la lunghezza della testa e del corpo tra 91 e 127 mm, la lunghezza della coda tra 94 e 134 mm, la lunghezza del piede tra 23 e 27 mm, la lunghezza delle orecchie tra 13 e 19 mm e un peso fino a 46 g.
Le parti dorsali sono bruno-giallastre tendenti al grigio lungo i fianchi. Una striscia longitudinale nera si estende lungo la spina dorsale, mentre su ogni fianco sono presenti otto file di macchie chiare, delle quali solo la terza, la quarta e la quinta sono ben definite. Le parti ventrali sono bianche. Le zampe sono giallo-brunastre. La coda è più lunga della testa e del corpo, marrone scura sopra, quasi bianca sotto. Le femmine hanno un paio di mammelle ascellari, un paio pettorali e due paia inguinali. Il cariotipo è 2n=56 FN=60-74.

## Biologia

### Comportamento
È una specie terricola.

## Distribuzione e habitat
Questa specie è diffusa nella Guinea, Costa d'Avorio e Ghana.
Vive nelle savane aride e in praterie con prevalenza di Isoberlina doka e Isoberlina danielli.

## Conservazione
La IUCN Red List, considerato il vasto areale e la popolazione numerosa, classifica L.bellieri come specie a rischio minimo (Least Concern).